# Thpong
Thpong es uno de los ocho distritos que forman la provincia camboyana de Kompung Speu, con una población estimada en marzo de 2008 de 50 774 habitantes. Está dividido en las siguientes  comunas (khum), que se muestran asimismo con población estimada de 2008:
- Amleang 8,895
- Monourom 5,088
- Prambei Mum 10,263
- Rung Roeang 8,366
- Toap Mean 2,974
- Veal Pon 7,073
- Yea Angk 8,115[1]